# Bonjour Paris
Bonjour Paris ist ein französisch-belgisches Filmdrama von Léonor Serraille aus dem Jahr 2017.

## Handlung
Paula ist 31, gerade aus Mexiko zurückgekehrt und versucht, in Paris eine Bleibe zu finden. Zu ihren Eltern kann sie nicht, da ihr Vater die Familie verlassen hat und auch sie als Jugendliche von zuhause weggelaufen ist. Das Verhältnis zur Mutter ist schwierig. Paula hat einst in Paris studiert und war mit ihrem Lehrer Joachim Deloche, einem Fotografen, zusammengekommen, dessen Muse sie wurde. Nun jedoch weist er sie ab, da der Reiz, sie zur Frau werden zu sehen, inzwischen verflogen ist. Paula nimmt Joachims Perserkatze mit und geht. Sie kommt kurzzeitig bei ihrer Bekannten Anne unter, die von Paulas Unzuverlässigkeit jedoch schnell genervt ist und sie vor die Tür setzt. Paula kommt in einem Hotel unter und versetzt ihren Schmuck, um das Zimmer zu bezahlen. Sie bewirbt sich sporadisch auf Stellen und versucht, Kontakt zu ihrer Mutter aufzunehmen, die von ihr jedoch nichts wissen will.
Als Paula nicht weiterweiß, wird sie in der U-Bahn von der jungen Yuki angesprochen, die sie mit ihrer ehemaligen Mitschülerin Sarah verwechselt. Paula spielt das Spiel mit und kommt bei ihr unter. Als Yuki für einen Job nach Berlin geht, kann Paula in ihrer Wohnung bleiben, hat jedoch bei der Stellensuche Erfolg: Eine Tänzerin stellt sie als Kindermädchen für ihre Tochter Lila ein, auch wenn Paula keine Referenzen hat. Sie darf in ein ehemaliges Dienstmädchenzimmer im Obergeschoss ziehen. Paula gibt vor, eigentlich Kunst zu studieren, fängt jedoch parallel in einem Einkaufszentrum in einem Dessousgeschäft zu arbeiten an. Hier lernt sie den Wachmann Ousmane kennen. Als Lilas Mutter zunehmend ungehalten wird, da Paulas Qualitäten als Kindermädchen zu wünschen übrig lassen und sie zudem heimlich die Katze mitgebracht hat, bringt Paula die Katze bei Ousmane unter. Joachim Deloche ruft unterdessen immer häufiger bei Paula an, weil er sich Sorgen macht und auch seine Katze wiederhaben will.
Als Paula einen Schwächeanfall erleidet, geht sie zum Arzt und erfährt, dass sie schwanger ist. Sie kann nicht genau sagen, ob das Kind gewollt oder ein Unfall ist, will es jedoch behalten. Lilas Mutter hat die Kindermädchenstelle neu ausgeschrieben, da sie mit Paula unzufrieden ist. Paula trifft Yuki in einem Club wieder und die findet heraus, dass Paula nicht Sarah ist. Paula verschafft sich kurz darauf Zutritt zum Haus ihrer Mutter und es kommt zum Kampf, den beide Frauen mit einem „Waffenstillstand“ beenden. Paula weint. Joachim findet sie später überraschend im Einkaufszentrum und sie berichtet ihm, von ihm schwanger zu sein. Später gehen beide Essen und Joachim bietet Paula an, bei ihm zu wohnen und zur Ruhe zu kommen. Sie fehlt ihm, sagt er, doch sie lehnt ab, da sie ihn nicht mehr liebt und auch er eigentlich nicht mehr in sie verliebt sei. Beim nächsten Besuch bei Joachim hat Paula dessen Katze dabei. Sie erklärt Joachim, das Kind abtreiben zu wollen, und er wirft ihr vor, sich damit an ihm rächen zu wollen. Er wird zudringlich und sie wehrt ihn ab.
Wenig später hat Paula die Abtreibung durchführen lassen. Sie packt ihre Sachen bei Lilas Mutter, um zu gehen.

## Produktion

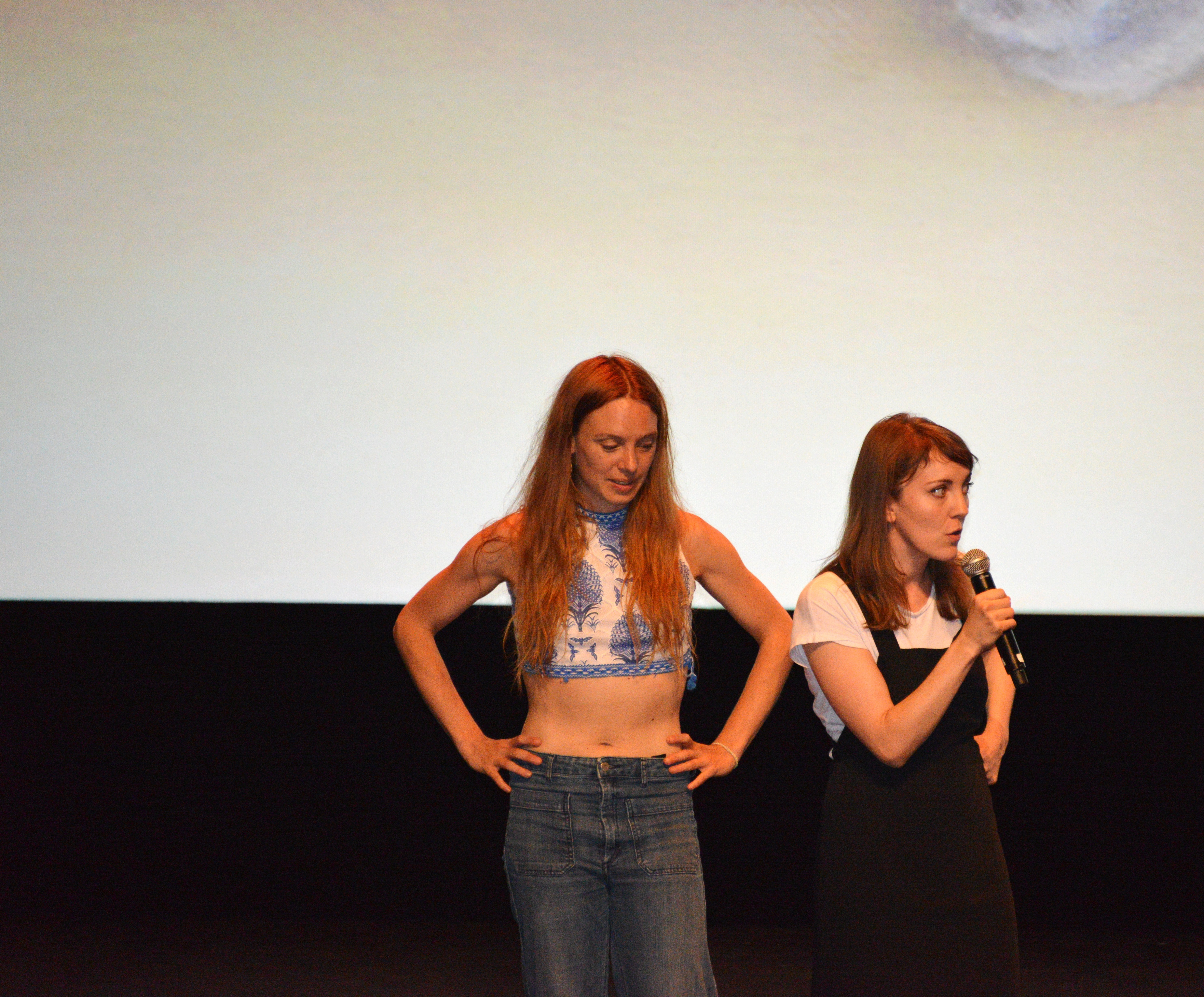
Lætitia Dosch und Léonor Serraille (re.) bei einer Präsentation des Films im Juli 2017 in La Rochelle

Bonjour Paris war der erste Langfilm, bei dem Léonor Serraille Regie führte. Das Scenario schrieb sie als Abschlussarbeit ihres Studiums an der La fémis. Der Film, dessen Crew überwiegend aus Frauen bestand, wurde in Paris gedreht. Dabei kam eine Handheld-Kamera zum Einsatz. Die Kostüme schuf Hyat Luszpinski, die Filmbauten stammen von Valérie Valéro.
Bonjour Paris erlebte am 23. Mai 2017 im Rahmen der Internationalen Filmfestspielen von Cannes 2017 seine Premiere und lief in der Folge auf zahlreichen internationalen Festivals, darunter dem Internationalen Filmfestival Karlovy Vary, dem Sarajevo Film Festival und dem Zurich Film Festival. Am 1. November 2017 kam der Film in die französischen Kinos und lief am 3. Mai 2018 auch in den deutschen Kinos an.

## Auszeichnungen (Auswahl)
In Cannes gewann Bonjour Paris 2017 die Caméra d’Or für das beste Filmdebüt und war für den Prix Un certain regard nominiert. Léonor Serraille wurde für Bonjour Paris 2017 auf dem Festival des amerikanischen Films mit dem Prix d’Ornano-Valenti ausgezeichnet. Serraille erhielt 2017 eine Nominierung für den Louis-Delluc-Preis für das Beste Erstlingswerk. Auf der Semana Internacional de Cine de Valladolid wurde Lætitia Dosch als Beste Schauspielerin ausgezeichnet; der Film lief zudem im Wettbewerb um die Goldene Ähre als Bester Film. Bonjour Paris gewann 2017 auf dem Internationalen Filmfestival von Stockholm das Bronzene Pferd als bester Film.
Der Film erhielt 2018 eine César-Nominierung als Bestes Erstlingswerk. Lætitia Dosch wurde für einen César als Beste Nachwuchsdarstellerin nominiert. Dosch gewann 2018 einen Prix Lumières als Beste Nachwuchsdarstellerin; der Film war zudem für den Prix Heike Hurst der Prix Lumiéres als Bestes Erstlingswerk nominiert.